# Alfred Rohr
Alfred Rohr (* 3. Oktober 1945 in Hochegg, Gemeinde Stockenboi) ist ein ehemaliger österreichischer Politiker (ÖVP) und Lehrer. Er war von 2003 bis 2005 Abgeordneter zum Burgenländischen Landtag.

## Leben
Nach Abschluss der Pflichtschule besuchte Alfred Rohr die evangelische Lehrerbildungsanstalt in Oberschützen und maturierte 1966. Anschließend wurde er Lehrer an der Volksschule in Podersdorf am See. Nach Absolvierung des Präsenzdienstes war er ein Schuljahr Lehrer an der Volksschule in Oberdorf und wechselte dann zur Hauptschule in Stadtschlaining.
Alfred Rohr ging am 8. April 1967 den Bund der Ehe ein und hat zwei Kinder.

### Politik
Alfred Rohr war ab 1977 Gemeinderat der Stadtgemeinde Stadtschlaining. 1992 wurde er zum Bürgermeister gewählt und übte dieses Amt bis 2006 aus. Er war zudem ab 1999 Bezirksobmann des ÖAAB und vertrat die ÖVP zwischen dem 30. Jänner 2003 und dem 24. Oktober 2005 im Burgenländischen Landtag.